# Mandaikadu
Mandaikadu è una suddivisione dell'India, classificata come town panchayat, di 12.349 abitanti, situata nel distretto di Kanyakumari, nello stato federato del Tamil Nadu. In base al numero di abitanti la città rientra nella classe IV (da 10.000 a 19.999 persone).

## Geografia fisica
La città è situata a 08° 13' 59 N e 77° 19' 33 E.

## Società

### Evoluzione demografica
Al censimento del 2001 la popolazione di Mandaikadu assommava a 12.349 persone, delle quali 6.187 maschi e 6.162 femmine. I bambini di età inferiore o uguale ai sei anni assommavano a 1.260, dei quali 648 maschi e 612 femmine. Infine, coloro che erano in grado di saper almeno leggere e scrivere erano 9.444, dei quali 4.814 maschi e 4.630 femmine.